# James van Sweden
James Anthony van Sweden (* 5. Februar 1935 in Grand Rapids, Michigan; † 20. September 2013 in Washington, D.C.) war ein US-amerikanischer Landschaftsarchitekt.

## Leben
Van Sweden wurde 1935 als Sohn eines Bauunternehmers niederländischer Abstammung geboren und wuchs in einer calvinistischen Familie in Grand Rapids, Michigan auf, das eine große niederländische Bevölkerungsgruppe aufweist. Er lernte Klavierspielen. Bereits als Kind gestaltete er den Rasen im elterlichen Garten zu Blumenbeeten um. Seine Nachbarin, die Grundschullehrerin Margaret Holmes regte ihm zur künstlerischen Gestaltung an und stellte Materialien zur Verfügung, da seine Eltern solche unordentlichen Aktivitäten nicht guthießen oder förderten. Als Teenager unternahm Holmes mit ihm Ausflüge in die Umgebung seines Heimatortes, um Landschaften zu malen und zu zeichnen.
Van Sweden studierte an der University of Michigan Architektur, das er mit einem BA abschloss. Danach studierte er daselbst Landschaftsarchitektur. Bereits als Student sammelte er Bilder und Zeichnungen von Richard Wilt (1915–1981) und Emil Weddige, was er aber vor seinen Eltern geheim hielt. 1960 setzte er sein Studium in Delft fort und wurde von der europäischen abstrakten Kunst dieser Zeit beeinflusst. Er begegnete Mitgliedern der Gruppe Orez, darunter Jan Schoonhoven und von CoBrA um Karel Appel und kaufte Bilder von Appel und Schoonhoven. Später erweiterte er seine Sammlung um Werke von Anne Truit und Grace Knowlton.
Nach seiner Rückkehr in die Staten wurde er Partner in der Firma Marcou, O’Leary and Associates, die er 1975 wieder verließ. 1977 gründete er mit dem deutschen Gärtner Wolfgang Oehme eine eigene Firma, die in Washington, D.C. ansässig ist. Hier war er vor allem für die Planung und die Finanzen zuständig. Als Vierzigjähriger nahm er Ballettunterricht am Washington Ballet. Außerdem interessiert er sich für die italienische Oper und das japanische Kabuki-Theater. Auch in seinen Gärten verwendet er gerne Statuen, unter anderem von Grace Knowlton. 1987 suchte er den brasilianischen Künstler und Gartengestalter Roberto Burle Marx auf, mit dem er seitdem in Briefverkehr stand.
Van Sweden lebte in Georgetown, Washington, wo er einen sehr kleinen Garten hatte und besaß seit 1998 ein Ferienhaus Ferry Cove in Sherwood an der Chesapeake Bay in Maryland. Er kaufte hier 1996 10 ha Ackerland Land direkt am Meer, das er sich mit zwei Bekannten teilt. Das platte See-Grundstück, ein Sojabohnenfeld, hatte elf Jahre zum Verkauf gestanden, da es keine landschaftlichen Reize zu bieten schien. Van Sweden erinnerte es angeblich an die Heimat seiner niederländischen Vorfahren, wo jeder Meerblick allerdings durch Deiche versperrt ist. Er ließ von der Architektin Suman Sorg, die sonst vor allem für die amerikanische Regierung tätig ist und Botschaften plant, ein modernes Haus errichten, das möglichst viel Ausblick auf die Landschaft bot. Der Ökologe Darrel Morrison beriet ihn bei der Umgestaltung der verwilderten Äcker zu einem naturnahen Garten.
Van Sweden war mit Linda Nordyke verheiratet, die Ehe wurde geschieden. Er verstarb im Oktober 2013 in Washington nach einem langen Parkinson-Leiden.
Van Sweden war Mitglied der American Society of Landscape Architects.
In der Firma Oehme/van Sweden arbeiteten unter anderem, teilweise als Partner:
- die Bildhauerin Sheila Brady
- Lisa Delplace, die die Leitung der Firma übernimmt[22]
- Eric Groft
- Thomas Rainer (bis 2009)[23]

## Stil
Van Sweden wurde vor allem durch seinen deutschen Partner Wolfgang Oehme beeinflusst, der den Stil von Karl Foerster in den Vereinigten Staaten einführte und monotone Rasenflächen und immergrüne Pflanzen um das Haus („foundation planting“) durch Stauden und Gräser ersetzte, die viele Kunden zunächst als Unkräuter einordneten. Dies ist inzwischen als „New American Style“ bekannt. Noel Kingsbury nennt ihre Partnerschaft den „Wendepunkt in der Geschichte der US-amerikanischen Gartengestaltung“. Unter den Einflüssen, die ihn prägten, führt van Sweden japanische Zen-Gärten und das Werk von Roberto Burle Marx und Piet Oudolf an. Auch der Einfluss von Mien Ruys, mit deren Werk er während seines Studiums in den Niederlanden bekannt wurde, sind spürbar. Anregungen für das Pflaster von Gärten entnahm er den Bildern holländischer Meister wie Jan Vermeer und Pieter de Hooch. Van Sweden sah Gärten als Gobelins, er wollte sie nicht in Einzelteile wie Rabatten auflösen.
Viele ihrer Gärten sind wie Patchwork-Decken aus Pflanzenblöcken gestaltet, ein Stil, dessen van Sweden jedoch inzwischen überdrüssig ist. Wie Oehme lehnte er Rasenflächen als langweilig ab, außerdem hielt er sie wegen des hohen Wasserverbrauchs, des hohen Eintrags von Dünger und Pflanzenschutzmitteln und der Lärmbelästigung durch Rasenmäher für ökologisch unverantwortlich.
Für Noel Kingsbury beruhte seine Karriere auf Ikonoklasmus. Er hält ihn für einen der großen Revolutionäre in der Geschichte der Gartengestaltung.

## Pflanzen
Van Sweden schätzte „grobe, ausdrucksvolle, aggressive Pflanzen“, die hart im Nehmen sind. Zu seinen Lieblingspflanzen gehören die Gräser Schizachyrium scoparium, Kultivare von Panicum virginiatum sowie Amerikanischer Zürgelbaum.
In seiner späten Schaffensphase setzte er verstärkt einheimische Pflanzen ein.

## Publikationen
- mit Wolfgang Oehme: Bold Romantic Gardens. 1990.
- Gardening with Water. 1995.
- Gardening with Nature. 1997.
- Architecture in the Garden. 2003.
- mit Thomas Christopher: The Artful Garden. Creative inspiration for Landscape design. Random House, New York 2011.

## Gärten
- North Point Park in Boston
- Botschaft der Vereinigten Staaten in Kabul
- Gardens of the Great Basin im Botanischen Garten von Chicago
- Rockefeller Park, Battery Park City, New York City
- Anlagen des Second World War Memorial auf der National Mall in Washington, D.C. von Friedrich St. Florian
- German-American Friendship Garden, ebenfalls auf der National Mall

## Auszeichnungen
- ASLA Design medal 2010[37]
- Mitglied der American Society of Landscape Architects